# Gallup-Raffinerie
Die Gallup-Raffinerie (engl. Gallup Refinery) ist eine US-amerikanische Raffinerie in Gallup im Bundesstaat New Mexico. Sie gehört zum Konzern Marathon Petroleum. Aufgrund der durch die Corona-Krise hervorgerufenen Auswirkungen auf den Ölmarkt gab Marathon Petroleum die Schließung im Sommer 2020 bekannt.

## Geschichte
Die Gallup-Raffinerie liegt unmittelbar an der Interstate 40, welche hier vormals die Route 66 war. Die Raffinerie ist durch die BNSF Railway an das Schienennetz angeschlossen.
Die Anlagen wurden 1957 durch die El Paso Natural Gas Company eröffnet und 1964 an Shell veräußert. 1982 wurde die Raffinerie von Shell an Giant Industries verkauft. Durch die Akquisition von Giant Industries durch Western Refining wurde dieser der neue Mutterkonzern. 2017 wiederum wurde Western Refining durch Andeavor übernommen.
Im Oktober 2018 wurde die Muttergesellschaft Andeavor durch Marathon Petroleum aufgekauft.
Im April 2020 gab Marathon Petroleum bekannt, dass die Raffinerie aufgrund der Coronavirus-Pandemie vorübergehend die Produktion einstellt. Anfang August 2020 wurde durch den Mutterkonzern bekanntgegeben, dass die Gallup-Raffinerie, sowie die in Kalifornien befindliche Martinez-Raffinerie stillgelegt werden.

## Technische Daten
Die Raffinerie verarbeitet vor allem die in der Nähe geförderte Rohölsorte Four Corners Sweet. Das Four Corner Sweet ist eine leichte und süße Rohölsorte. Aus diesem hochwertigen Rohöl wird Propan, Ottokraftstoff, Destillate, schweres Heizöl sowie Feedstock produziert.

### Verarbeitungsanlagen
- Atmosphärische Destillation
- Vakuumdestillation
- FCC-Einheit
- Reformer
- Naphtaentschwefelung
- Dieselentschwefelung